# Backpinsel

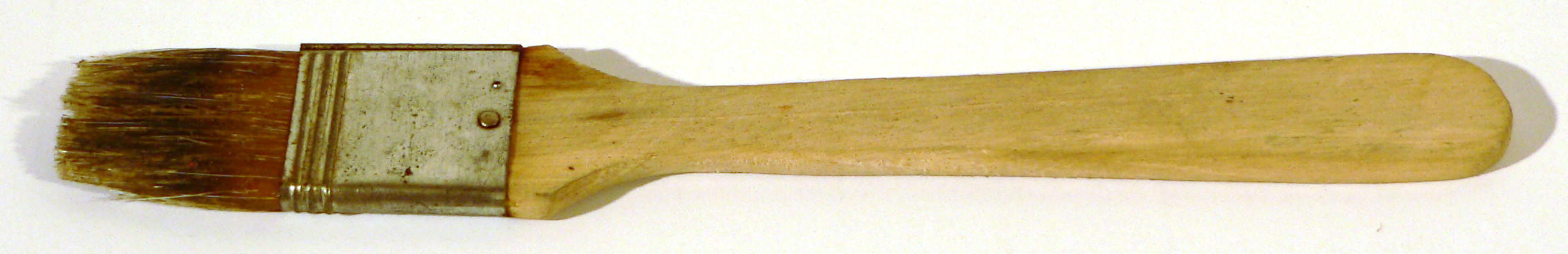
Handelsüblicher Backpinsel

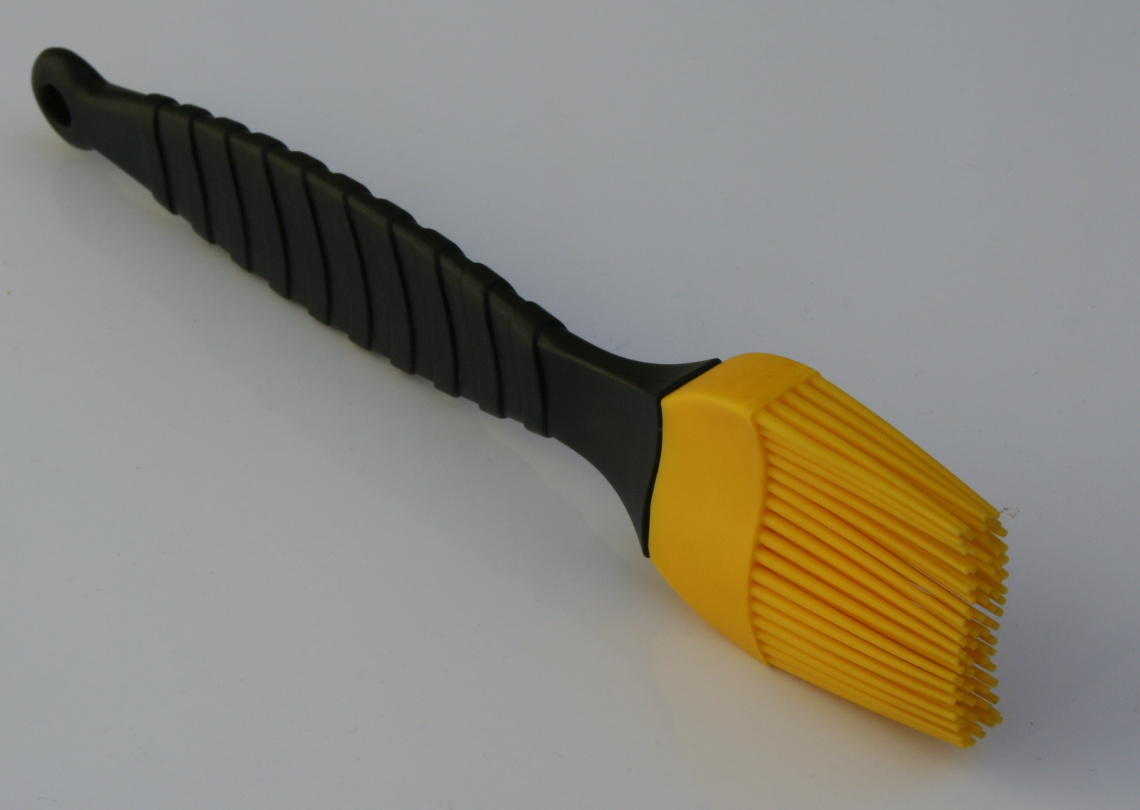
Moderner Backpinsel; das Vorderteil aus hitzebeständigem Silikon ist abnehmbar

Ein Backpinsel, Bratenpinsel oder Küchenpinsel (auch Kuchenpinsel, Tortenpinsel) ist ein Küchenwerkzeug in Form eines speziell ausgebildeten Pinsels, der vor allem beim Backen und Braten verwendet wird. Da er somit hohen Temperaturen ausgesetzt sein kann und zudem in direkten Kontakt mit Lebensmitteln kommt, muss er hitzebeständig sein und darf nicht haaren. Im Handel ist er in verschiedenen Ausformungen und Materialien erhältlich. Traditionell besteht er aus Naturborsten, die mittels einer Zwinge aus Metall an einem Griff aus (lebensmittelechtem) Buchenholz befestigt sind. Inzwischen gibt es jedoch auch Exemplare mit Borsten aus hitzebeständigem Kunststoff (Silikon) und/oder einem Griff aus Kunststoff oder Metall. In der Regel ist er mit flachem und breitem Pinselhaar und ebenfalls flachem und breitem Griff ausgebildet; es gibt aber auch rund oder oval geformtes Pinselhaar bei den Kunststoffexemplaren sowie rund geformte Griffe.
Mit einem Backpinsel bestreicht man eine Backform oder ein Backblech mit einem Trennmittel (Öl oder Fett), damit sich nach dem Backen das Gebäck leichter abtrennen lässt, oder man bestreicht den Teigling selbst mit einer Flüssigkeit (Butter, Wasser, Öl, zerschlagene Eier, Jus etc.), um Geschmack und Aussehen zu verändern. So wird ein auf diese Weise kurz vor dem Ausbacken benetztes Brot durch die verstärkte Karamellisierung der Kruste brauner und glänzender. In der Bäckerei benutzt man anstelle von Backpinseln auch große weiche Bürsten (Sängen), mit denen sich die Brote schneller bestreichen lassen.
Außerdem werden Back-, Braten- bzw. Küchenpinsel benutzt, um Lebensmittel wie Brat- und Grillgut etc. und Backofenformen vor, während oder nach der Zubereitung mit einer Flüssigkeit (Butter, Öl, Jus, Bratensaft etc.) oder einer pastösen Masse (Marinade, Glasur etc.) zu bestreichen und dadurch Geschmack und Aussehen zu verändern.
Speziell ausgebildete Grillpinsel werden beim Grillen verwendet. Sie haben einen besonders langen Stiel, der Verbrennungen an einem Grill oder über einer offenen Feuerstelle verhindert.